# Serie antologica

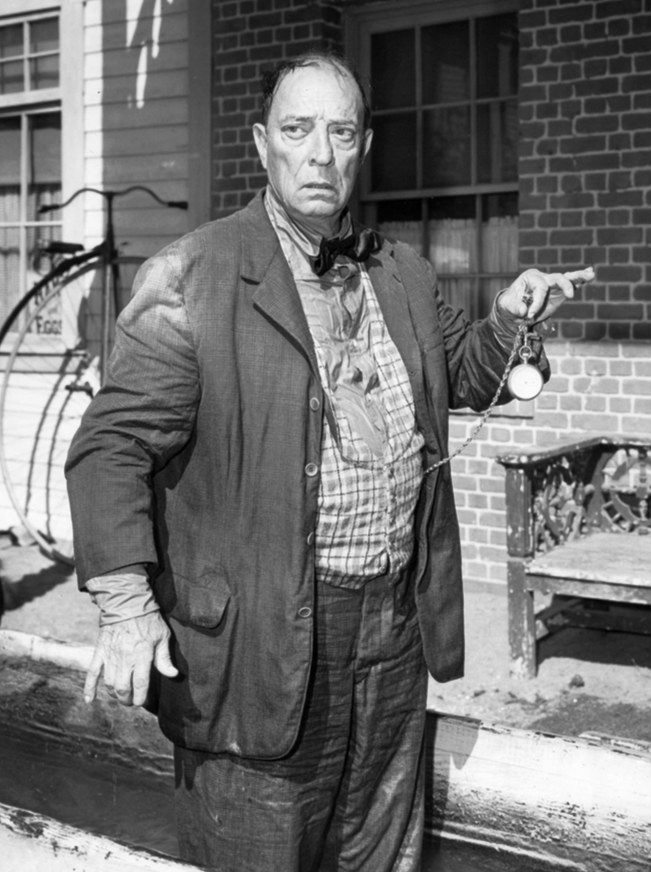
Buster Keaton nell'episodio C'era una volta della serie televisiva antologica Ai confini della realtà.

Una serie antologica è una serie di fiction radiofonica o televisiva caratterizzata da episodi o stagioni che presentano trame e personaggi diversi.

## Format
Ogni episodio, o stagione, della serie rappresenta una storia a sé e l'unico filo che li lega è il genere narrativo anche se in diverse serie antologiche gli episodi appartengono a generi vari, anche diversi tra loro per una stessa serie (come ad esempio in Goodyear Theatre o in Alcoa Theatre). I personaggi sono di solito interpretati da cast di attori diversi da episodio a episodio, ma diverse serie, come ad esempio Four Star Playhouse o Richard Boone, impiegavano una compagnia permanente di attori che interpretavano di volta in volta personaggi diversi in ogni episodio. Molte serie televisive antologiche, in particolar modo quelle statunitensi degli anni 50 e 60, erano solite servirsi di un presentatore (spesso un attore o un personaggio dello spettacolo famoso nelle vesti di sé stesso) che introduceva all'episodio con una breve presentazione.
Alcune serie antologiche statunitensi, come Westinghouse Studio One, iniziarono alla radio e poi continuarono in televisione. Molte serie televisive di tipo antologico, in particolar modo negli anni '50 e '60, spesso servirono da trampolino di lancio per numerose serie televisive di genere, tramite i cosiddetti pilot, episodi pilota che servivano a testare il responso del pubblico nei confronti della storia e dei personaggi presentati nell'episodio. La serie televisiva antologica Love, American Style (1969-1974), ad esempio, lanciò la serie di Happy Days con l'episodio Love and the Happy Days; I racconti del West, prodotta e presentata da Dick Powell, produsse ben sei spin-off, tutte serie televisive western. Altre serie erano composte unicamente da pilot di serie rimaste invendute e non più prodotte e trasmessi poi in pacchetti di una o più stagioni con il solo obiettivo di raccogliere i profitti pubblicitari in slot o periodi dell'anno particolarmente negativi sotto il profilo dell'audience. Per quest'ultima tipologia si possono ricordare CBS Summer Playhouse e Vacation Playhouse, trasmesse d'estate.

## Radio
Molti dei popolari programmi radiofonici negli anni 1920 e 1930 erano serie antologiche. In alcune serie statunitensi, quasi tutte del genere drammatico o giallo, come Inner Sanctum Mysteries, l'unica costante era il presentatore, che introduceva e/o concludeva ogni episodio. Una delle prime serie readiofoniche antologiche fu The Collier Hour, in onda sul Blue Network della NBC dal 1927 al 1932. La serie riadattava in radio i racconti e i romanzi a puntate dal settimanale Collier's Weekly. Messa in onda il mercoledì prima della distribuzione settimanale della rivista, il programma si trasferì poi alla domenica per evitare eventuali spoiler delle storie che apparivano nella rivista.
Tra i principali radiodrammi antologici dell'epoca sono inclusi:
- Academy Award Theater
- Arch Oboler's Plays
- The Campbell Playhouse
- Cavalcade of America
- CBS Radio Workshop
- Earplay
- Lux Radio Theater
- The Mercury Theater of the Air
- The Screen Guild Theater

Non mancarono serie radiofoniche antologiche di genere fantascientifico, horror o thriller tra cui Mystery House (1929-1944), 2000 Plus (una delle prime serie radiofoniche di genere fantascientifico non dirette ai ragazzi, trasmessa dal 1950 al 1952), Suspense (1942-1962), Dimension X (1950-1951, che riadattava storie di Isaac Asimov, Ray Bradbury e Kurt Vonnegut). Il fenomeno dei radiodrammi e delle serie radiofoniche di tipo antologico può definirsi sostanzialmente concluso intorno agli inizi degli anni 1960, ma in seguito furono prodotte altre serie isolate tra cui The Zero Hour (serie mystery presentata da Rod Serling e trasmessa dal 1973 al 1974), CBS Radio Mystery Theater (1974-1982, creata da Himan Brown, ideatore di Inner Sanctum Mysteries) e The Twilight Zone (serie radiofonica partita nel 2002 e adattamento della serie televisiva Ai confini della realtà).

## Televisione

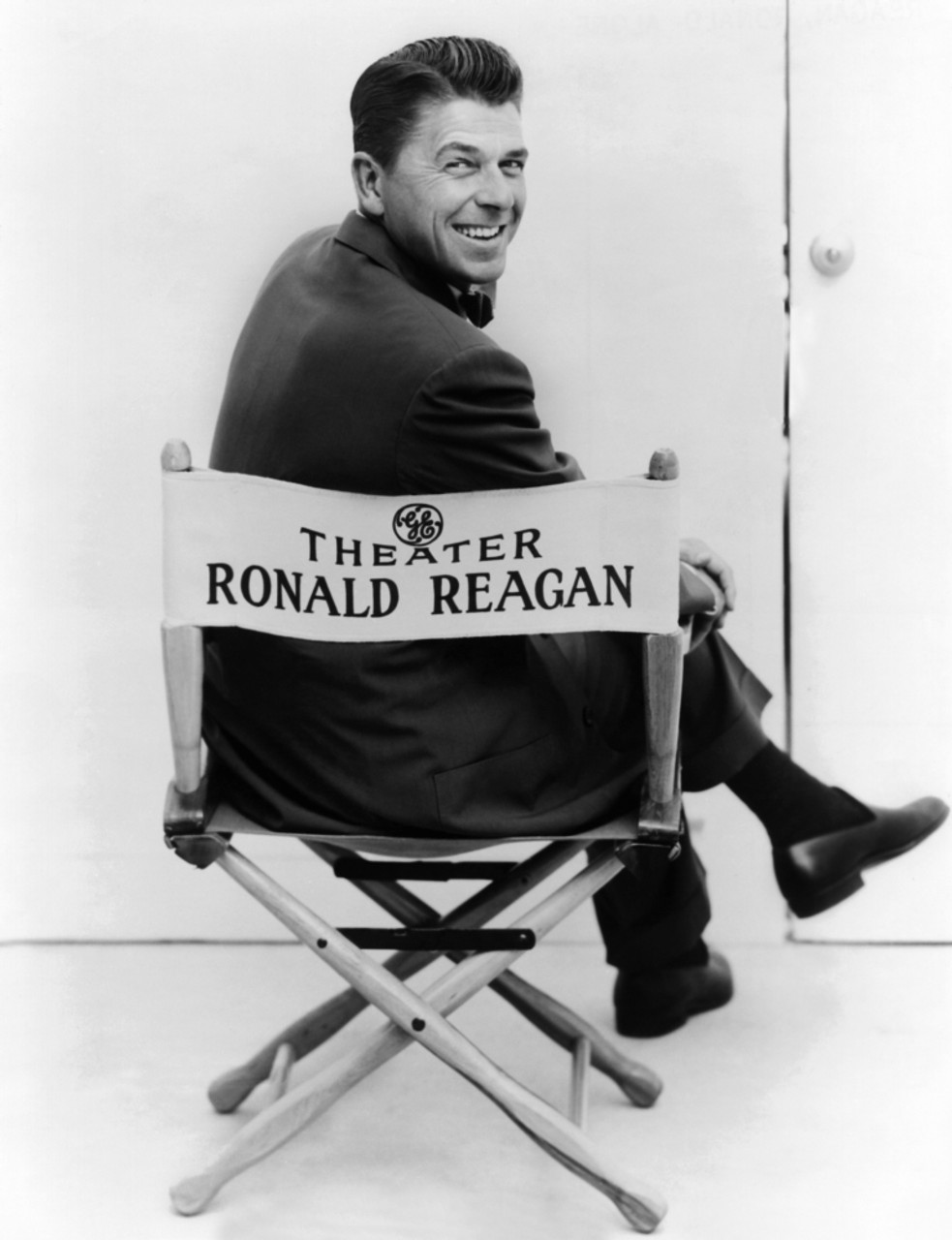
Ronald Reagan introduceva gli episodi della serie televisiva antologica General Electric Theater (1953-1962).

Nella storia della televisione, le serie televisive antologiche divennero particolarmente popolari durante la Golden Age of Television (periodo particolarmente proficuo della storia delle televisione statunitense che va dalla fine degli anni 40 agli inizi degli anni 60) con serie come The United States Steel Hour e The Philco Television Playhouse.
Dick Powell ideò nel 1952 la serie antologica Four Star Playhouse, che inizialmente prevedeva la rotazione ogni settimana di 4 attori famosi (tra cui lo stesso Powel) che interpretavano personaggi diversi in storie diverse. La produzione era nelle mani degli stessi attori (così come gli studi televisivi in cui venivano girati gli episodi). La serie fece il suo debutto nell'autunno del 1952 e fu trasmessa solo a settimane alterne durante la prima stagione, alternandosi con Amos 'n' Andy. Diventò un programma settimanale dalla seconda stagione fino al 1956, anno dell'ultima stagione. Ida Lupino fu inserita stabilmente nel cast e divenne poi la quarta stella de facto, anche se a differenza di Powell, Charles Boyer e David Niven, lei non era parte della produzione.
Il format si rivelò un enorme successo anche a livello televisivo e l'idea venne ripresa anche da altre case di produzione di serie TV dell'epoca, come la Desilu Productions di Lucille Ball e Desi Arnaz, che produsse Westinghouse Desilu Playhouse. L'idea della non serialità si rivelò così vincente che alcune reti televisive statunitensi cominciarono a trasmettere stagioni composte da episodi pilota di serie rimaste invendute o per qualche motivo non più prodotte. A partire dal 1971, la serie antologica Masterpiece Theatre distribuì sulle reti statunitensi produzioni britanniche. Il modello antologico toccò anche il genere western, con serie come I racconti del West, prodotta ancora dalla Four Star Productions di Powell, a cui lavorò anche Aaron Spelling come sceneggiatore.
Tra le principali serie televisive antologiche di genere drammatico o vario (spionaggio, serie educative per bambini, poliziesche) sono incluse:
- Academy Theatre
- Alcoa Premiere
- American Crime Story
- Armstrong Circle Theatre
- Clique (serie televisiva)
- Crimini
- Dramarama
- Fargo
- Fireside Theater
- Feud
- General Electric Theater
- Kraft Television Theater
- Lux Video Theater
- Masterpiece Theatre
- Missione segreta
- MGM Parade
- Orient Express
- Playhouse 90
- Police Call
- Producers' Showcase
- Room 104
- 6 passi nel giallo
- Sulle strade della California
- The Barbara Stanwyck Show
- The Danny Thomas Hour
- The Millionaire
- The Philco Television Playhouse
- The Twentieth Century-Fox Hour
- The United States Steel Hour
- Thriller
- True Detective
- Warner Bros. Presents
- Westinghouse Desilu Playhouse

Tra le serie antologiche di genere fantascientifico, horror o mystery:
- Ai confini della realtà
- Alcoa Presents: One Step Beyond
- Alfred Hitchcock presenta
- American Horror Story
- Black Mirror
- Electric Dreams
- Fear Itself
- Freddy's Nightmares
- Hai paura del buio?
- Il brivido dell'imprevisto
- I racconti della cripta
- I viaggiatori delle tenebre
- Masters of Horror
- Masters of Science Fiction
- Mistero in galleria
- Mystery!
- Night Visions
- Piccoli brividi
- R.L. Stine's The Haunting Hour
- Ray Bradbury Theatre
- Red Riding
- Scienza e fantasia
- Scream Queens
- Storie incredibili (serie televisiva 1985)
- Tales of Tomorrow
- The Outer Limits
- Un salto nel buio
- Way Out
- Venerdì 13 (serie televisiva)

Tra le serie del genere commedia:
- Comedy Lab
- Inside No. 9
- Love, American Style
- Undressed

Tra le serie animate:
- Force Five
- Good Morning, Mickey!
- Grimm's Fairy Tale Classics

- Love, Death & Robots
- Mickey’s Mouse Works
- Mickey's Mouse Tracks
- Raw Toonage
- Rumic Theater
- ToonHeads